# تپه گورستان اربابی
تپه قبرستان اربابی مربوط به دوره اشکانیان - دوره ساسانیان است و در شهرستان زنجان، بخش قره پشتلو، روستای سهرین واقع شده و این اثر در تاریخ ۱۷ اسفند ۱۳۸۱ با شمارهٔ ثبت ۷۴۹۹ به‌عنوان یکی از آثار ملی ایران به ثبت رسیده است.